# Skönskräppa
Skönskräppa (Rumex pulcher) är en slideväxtart som beskrevs av Carl von Linné. Skönskräppa ingår i släktet skräppor, och familjen slideväxter. Arten förekommer tillfälligt i Sverige, men reproducerar sig inte.

## Underarter
Arten delas in i följande underarter:
- R. p. pulcher
- R. p. woodsii